# Ballesta

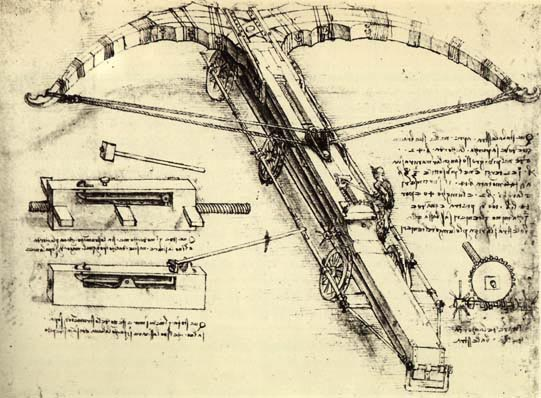
Boceto de una balista por Leonardo da Vinci, hacia 1500.

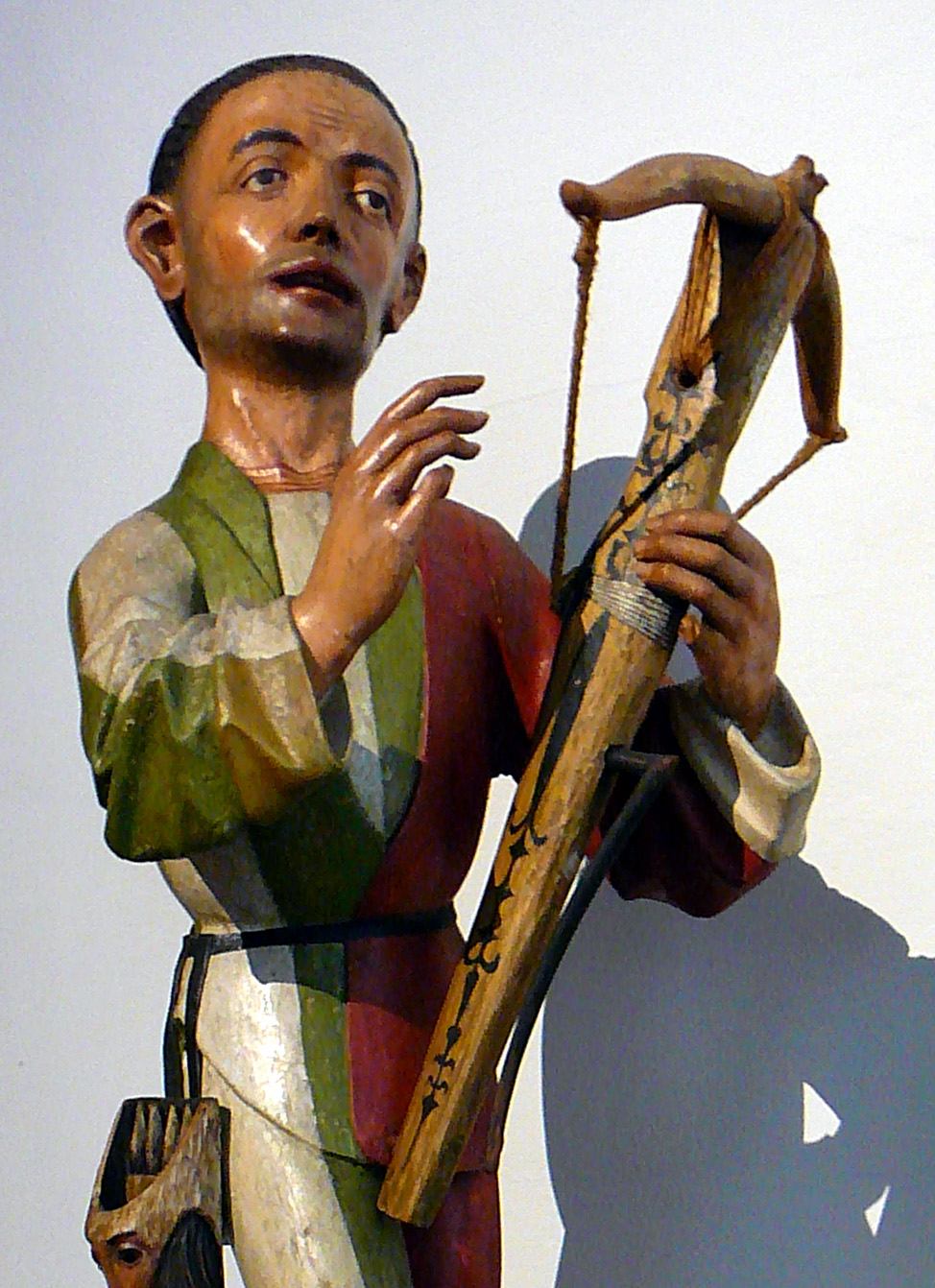
Ballestero ejecutando a San Sebastián, detalle de una escultura de madera de alrededor del año 1480. Nótese el carcaj colgando de la correa.

La ballesta es un arma impulsora, consistente en un arco montado sobre una base recta que dispara proyectiles llamados saetas, a menudo también conocidos como pernos o virotes. Si bien se trata de un instrumento marcial muy antiguo, actualmente se siguen utilizando, aunque principalmente con fines recreativos y/o deportivos, como para el tiro al blanco y la caza.
Pese a que la denominación actual se encuentra firme, esta sufrió diversas variaciones a lo largo del tiempo y en las diversas culturas, como en el Medievo, en que recibió muchos otros nombres en su mayoría derivados de la palabra ballista.

## Historia
Las ballestas desempeñaron un papel importante en las guerras en Europa, Norte de África y Asia. Por la principal fuente de evidencias arqueológicas se cree que fueron desarrolladas en el este de Asia, más precisamente, en la antigua China. Una de las primeras referencias textuales a las ballestas se encontró en las obras de los seguidores de Mozi y de Sun Tzu, en El arte de la guerra, escrito entre 500 a. C. y 300 a. C..

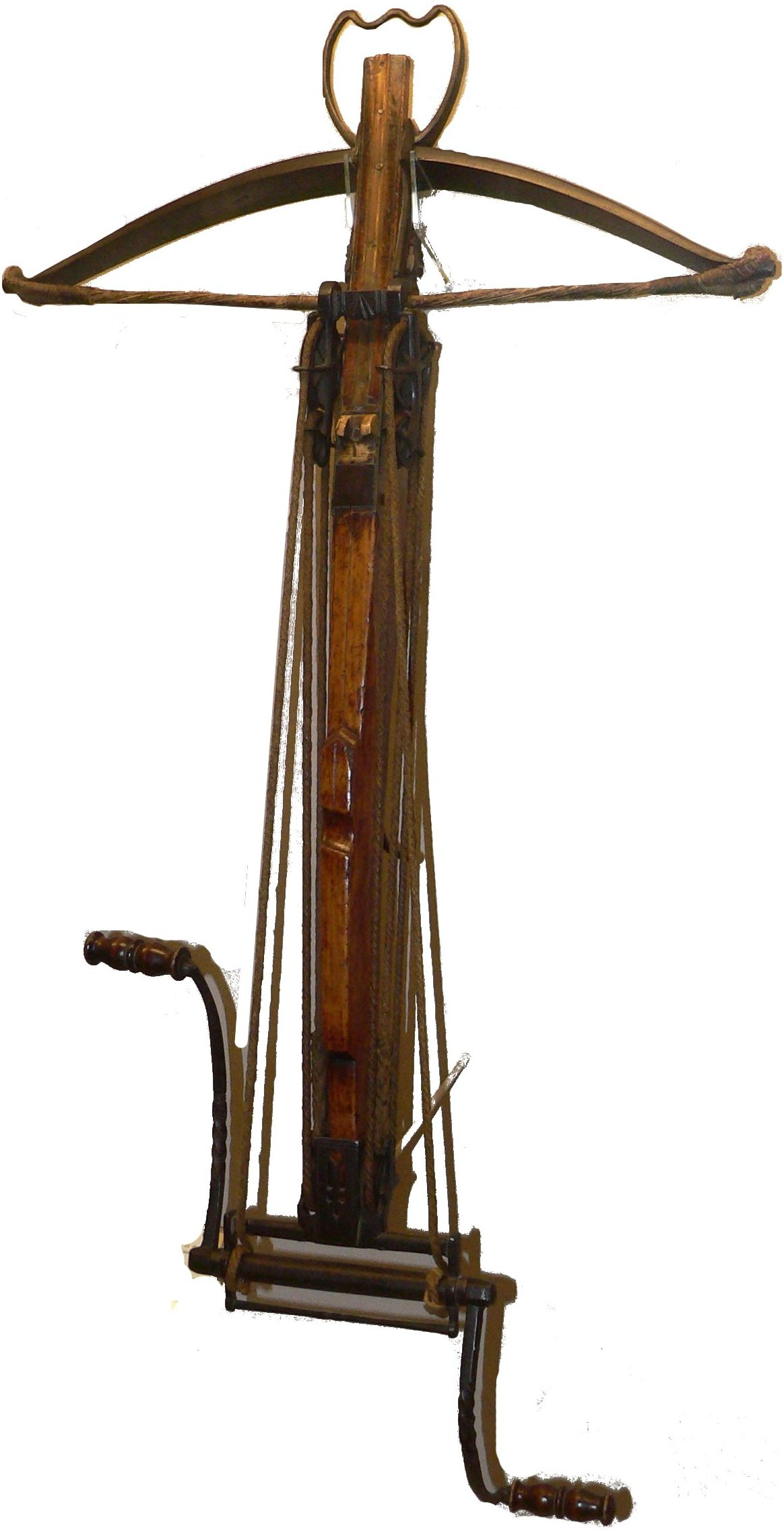
Arbalesta.

La ballesta es un arma que comenzó a ser utilizada en Occidente de modo masivo en el siglo X, siendo la evolución y perfeccionamiento del arco y flecha. El primitivo arco de madera fue sustituido por una versión con un potente arco metálico formado por una o varias varas metálicas unidas (como un muelle de carruaje), llamada arbalesta.
La cuerda vegetal o de tripa trenzada original fue reemplazada por alambre y finalmente por fibras sintéticas en las versiones deportivas actuales. La primitiva flecha de vara vegetal fue sustituida por una saeta corta y metálica, capaz de perforar las corazas, y que es de carbono en las modernas. Se le agregó de forma perpendicular al centro del arco un carril acanalado en el que se alojaba la saeta y sobre el que se desplaza la cuerda impulsora o alambre.
Se lograba flexionar el arco metálico venciendo su potente resistencia con diversas maniobras; las primeras consistieron en poner el arco en tierra y tensar el alambre con ambas manos o el pie, hasta trabarlo en un gancho. Más tarde se montaron mecanismos (armatostes) diversos sobre el carril central. El más exitoso y usado fue el tensado mediante torniquete a manivela. El alambre, poderosamente tensado y sujeto por una traba, se disparaba con un gatillo.
Su potencia llegó a ser considerable en la versión más tardía y avanzada, con palas de metal (el proyectil metálico perforaba una cota de malla a 150 m). Sin embargo, ya las versiones más antiguas y menos potentes fueron armas muy usadas.
La ballesta se podía disparar cuerpo a tierra, a pie o a caballo, y no precisaba de tanta destreza como el arco para darle al blanco. Su lentitud de recarga era la gran desventaja: mientras el ballestero disparaba un virote por minuto, en el mismo lapso un hábil y fornido arquero inglés/galés, con su enorme arco de 1,80/2,00 metros, lograba disparar diez flechas, a casi 300 metros de distancia.
Existió una versión de repetición, inventada en la antigua China, menos potente, pero capaz de realizar varios disparos seguidos antes de recargar, llamada Cho-Ko-Nu. Y mucho antes de su aparición en la Edad Media, los antiguos griegos parece que ya conocían una especie de versión primitiva, denominada gastrafetes (‘arco de vientre’), porque para tensarla se empujaba el mecanismo apoyándose sobre el vientre y cargando el peso del cuerpo.
La ballesta revolucionó las posibilidades individuales de dar muerte al enemigo: cualquier inexperto podía matar a distancia a un consumado guerrero. Esto resultó tan novedoso y amenazador que incluso mereció que el Papa Inocencio II, en el Concilio de Letrán del año 1139, prohibiera el uso de la ballesta entre los ejércitos cristianos, y en una bula papal prevenía a la cristiandad contra su empleo por «el peligro que representaba para la humanidad un arma semejante».
La ballesta constituyó el anticipo más equivalente a las armas de fuego. Como en estas, la ballesta se gatillaba y se apuntaba acercando el ojo al extremo del carril saetero para alinearlo con el blanco a acertar. Su efectividad a distancia solo fue superada por la pólvora. A los soldados que portaban esta arma se les llamaba ballesteros.

## Construcción

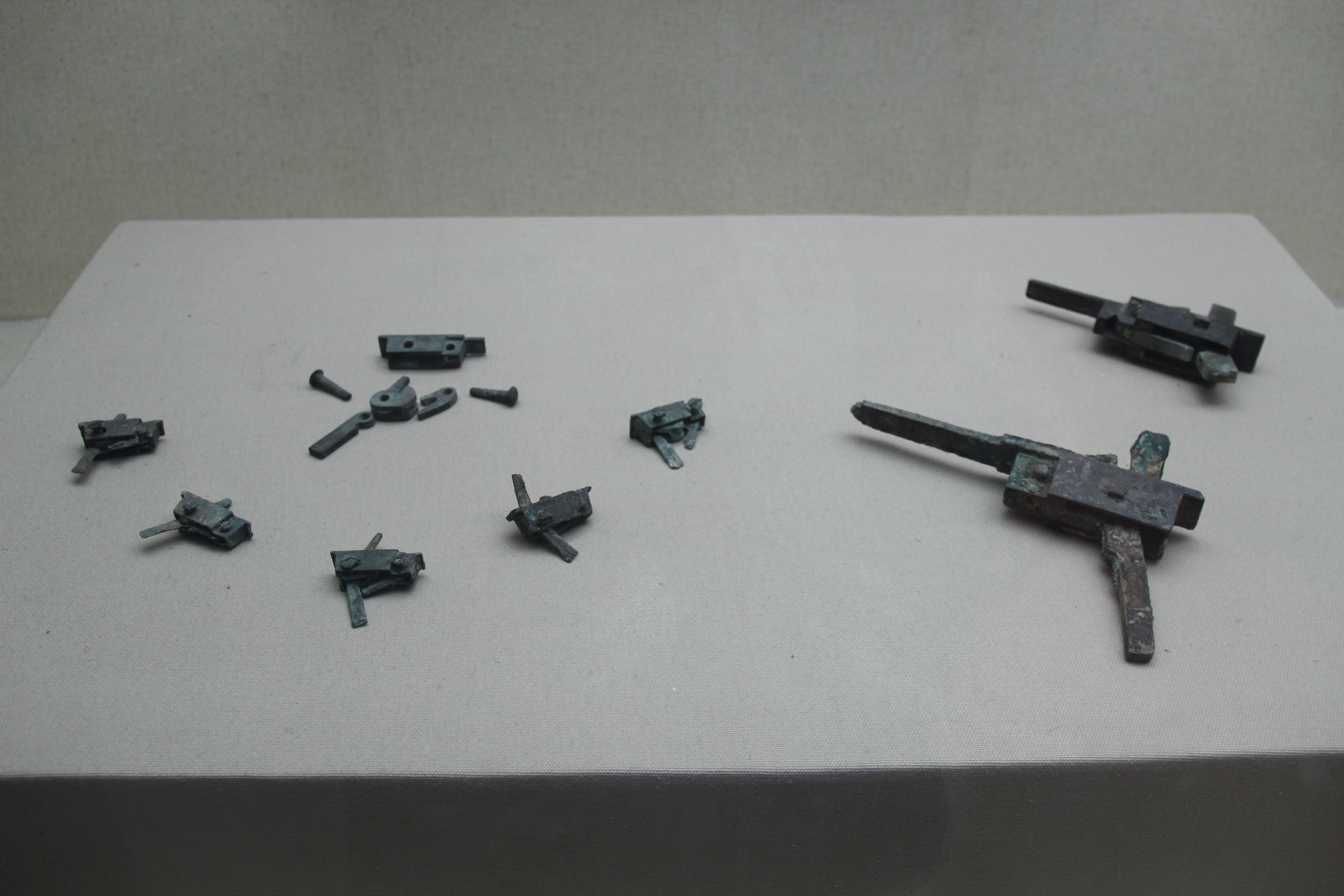
Piezas del gatillo de la ballesta de la dinastía Han.

Tuerca de ballesta: 1) Tuerca. 2)Cuerda. 3)Disparador.

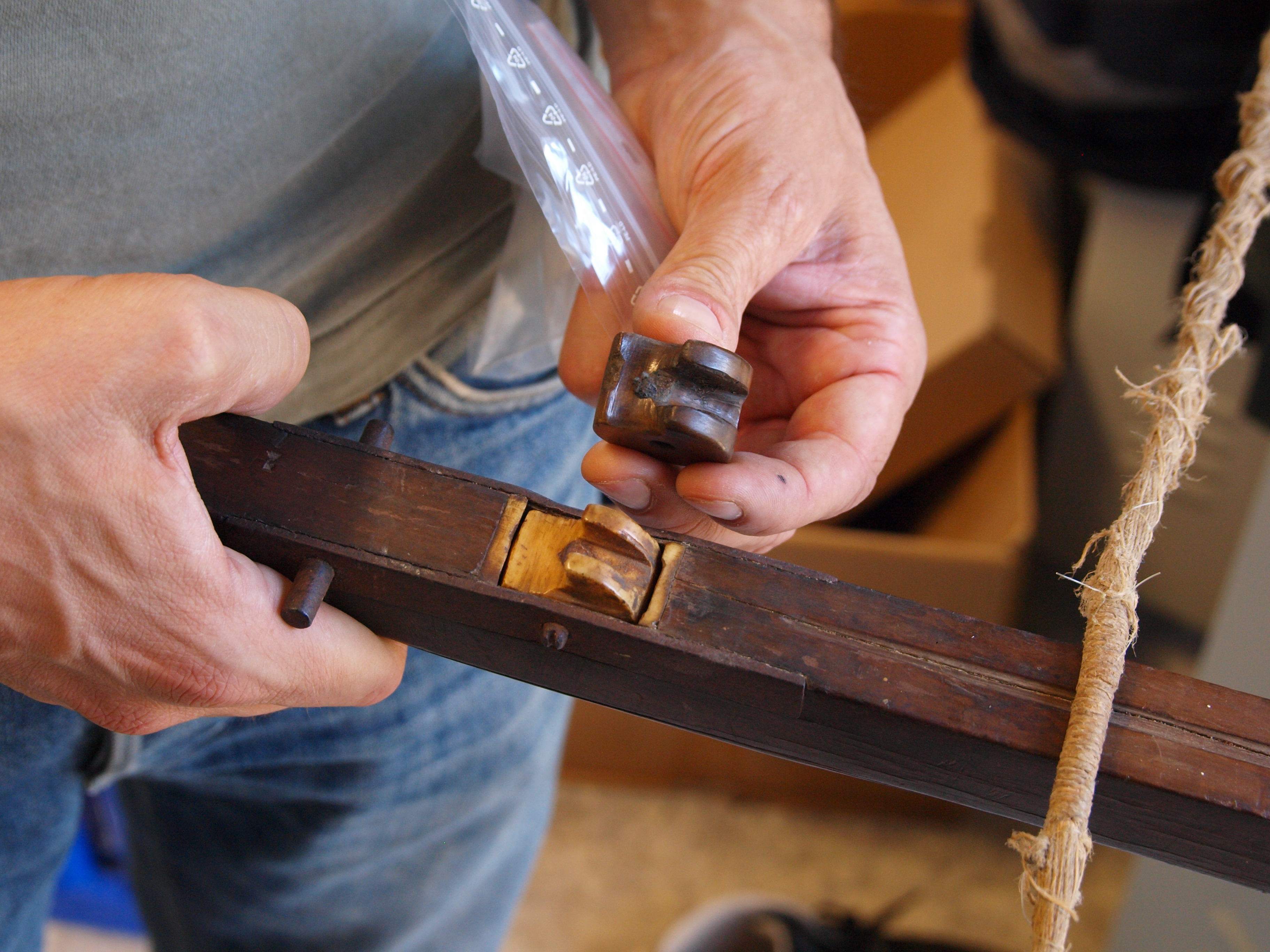
Tuerca de ballesta del excavada en Hamburgo-Harburg, Alemania.

Una ballesta es esencialmente un arco montado en un marco alargado (llamado timón o culata) con un mecanismo incorporado que sostiene la cuerda del arco tensada, así como un mecanismo de disparo que permite liberar la cuerda.

### Cerrojo de gatillo vertical chino
La ballesta nu (弩) se llama así porque difunde en el exterior un aura de rabia [nù (怒) .  Su culata es como el brazo de un hombre, por lo que se llama bi (臂).  Lo que engancha la cuerda del arco se llama ya (牙), pues ciertamente es como los dientes. La parte que rodea los dientes [es decir, la caja de alojamiento] se llama guo (郭) ["muralla"], ya que rodea el gui (規) [lengüeta] de los dientes [es decir, la tuerca de cierre].  Dentro [y debajo] está el xuan dao (懸刀) ["cuchillo colgante", es decir, la hoja del gatillo] llamado así porque parece uno. El conjunto se llama ji (機)["máquina" o "mecanismo"], pues es tan ingenioso como el telar.
El gatillo chino era un mecanismo complejo compuesto típicamente por tres piezas fundidas de bronce dentro de un recinto de bronce hueco.  Todo el mecanismo se deja caer en una ranura tallada dentro de la caña y se asegura con dos espigas de bronce. El retén de la cuerda (tuerca) tiene forma de "J" porque suele tener una espina trasera alta y erguida que sobresale por encima de la carcasa, que cumple la función tanto de palanca de amartillado (al empujar la cuerda tensada sobre ella) como de primitiva mira de hierro trasera.  La segunda pieza, con forma de "C" aplanada, se mantiene fija contra la tensión y actúa como fiador.  El fiador no puede moverse, ya que está atrapado por la tercera pieza, es decir, la hoja del gatillo propiamente dicha, que cuelga verticalmente por debajo de la carcasa y atrapa el fiador mediante una muesca. Cada una de las dos superficies de apoyo entre las tres piezas del gatillo ofrecen una ventaja mecánica, lo que permite manejar pesos de desenfunde importantes con un peso de tiro mucho menor. Durante el disparo, el usuario sostendrá la ballesta a la altura de los ojos mediante una empuñadura vertical y apuntará a lo largo de la flecha utilizando la espina de puntería para la elevación, de forma similar a como un fusilero moderno dispara con miras de hierro.  Cuando se aprieta la hoja del gatillo, su muesca se desengancha del fiador y permite que éste caiga hacia abajo, lo que a su vez libera las tuercas para que pivoten hacia adelante y liberen la cuerda del arco.

### Cerrojo de tuerca enrollable europeo
Los primeros diseños europeos presentaban una ranura transversal en la superficie superior del armazón, en la que se colocaba la cuerda. Para disparar este diseño, se empuja una varilla vertical hacia arriba a través de un agujero en la parte inferior de la muesca, forzando la cuerda hacia fuera.  Esta varilla suele estar unida perpendicularmente a una palanca orientada hacia atrás, llamada tickler. Un diseño posterior implementó un trinquete cilíndrico rodante llamado tuerca para retener la cuerda.  Esta tuerca tiene una ranura central perpendicular para el perno, y una ranura axial de intersección para la cuerda, junto con una cara inferior o ranura contra la que se asienta el gatillo interno. A menudo también tienen alguna forma de refuerzo interno sear o cara del gatillo, generalmente de metal.  Estas tuercas de rodillo se encontraban libres en su orificio de ajuste a través de la culata, atadas con un cordón u otra cuerda fuerte; o montadas en un eje o pasadores de metal. Las placas extraíbles o integradas de madera, marfil o metal en los lados de la culata mantenían la tuerca en su lugar lateralmente.  Las tuercas eran de asta, hueso o metal.  Los arcos podían mantenerse tensos y listos para disparar durante algún tiempo con poco esfuerzo físico, lo que permitía a los ballesteros apuntar mejor sin fatigarse.

### Arco
Los arcos de ballesta chinos estaban hechos de material compuesto desde el principio.
Las ballestas europeas de los siglos X al XII utilizaban madera para el arco, también llamada picana o listón, que solía ser de fresno o tejo.
Los arcos compuestos empezaron a aparecer en Europa durante el siglo XIII y podían estar hechos de capas de diferentes materiales, a menudo madera, cuerno y tendones pegados entre sí y unidos con tendón animal. Estos arcos compuestos de varias capas son mucho más resistentes y eficaces a la hora de liberar energía que los arcos simples de madera.
A medida que el acero se hizo más accesible en Europa alrededor del siglo XIV, se empezaron a utilizar las picanas de acero.
Tradicionalmente, la picana se ataba a la culata con cuerda, cuero trenzado u otro cordón fuerte. Este cordón se llama brida.

### Mecanismo de separación
Los chinos utilizaban cabrestante para las grandes ballestas montadas en fortificaciones o carros, conocidas como "ballestas de cama" (床弩).  Es posible que los cabrestantes se utilizaran para las ballestas de mano durante la dinastía Han (202 a. C.-9 d. C., 25-220 d. C.), pero sólo se conoce una representación de ello. El texto militar chino del siglo XI Wujing Zongyao menciona tipos de ballestas que utilizan mecanismos de cabrestante, pero no se sabe si eran realmente ballestas de mano o ballestas montadas. Otro método de tiro consistía en que los tiradores se sentaban en el suelo, y utilizaban la fuerza combinada de los músculos de las piernas, la cintura, la espalda y los brazos para ayudar a abarcar ballestas mucho más pesadas, que se llamaban acertadamente "ballestas de cintura" (腰張弩).
Durante el periodo medieval, tanto las ballestas chinas como las europeas utilizaban estribos así como gancho de cinturón. En el siglo XIII, las ballestas europeas empezaron a utilizar cabrestantes y, a partir del siglo XIV, un surtido de mecanismos de envergadura, como poleas de cabrestante, poleas de cuerda, garfios (como palancas de garfio, palancas de pata de cabra y mecanismos más raros de acción de palanca interna), cranequines e incluso tornillos.

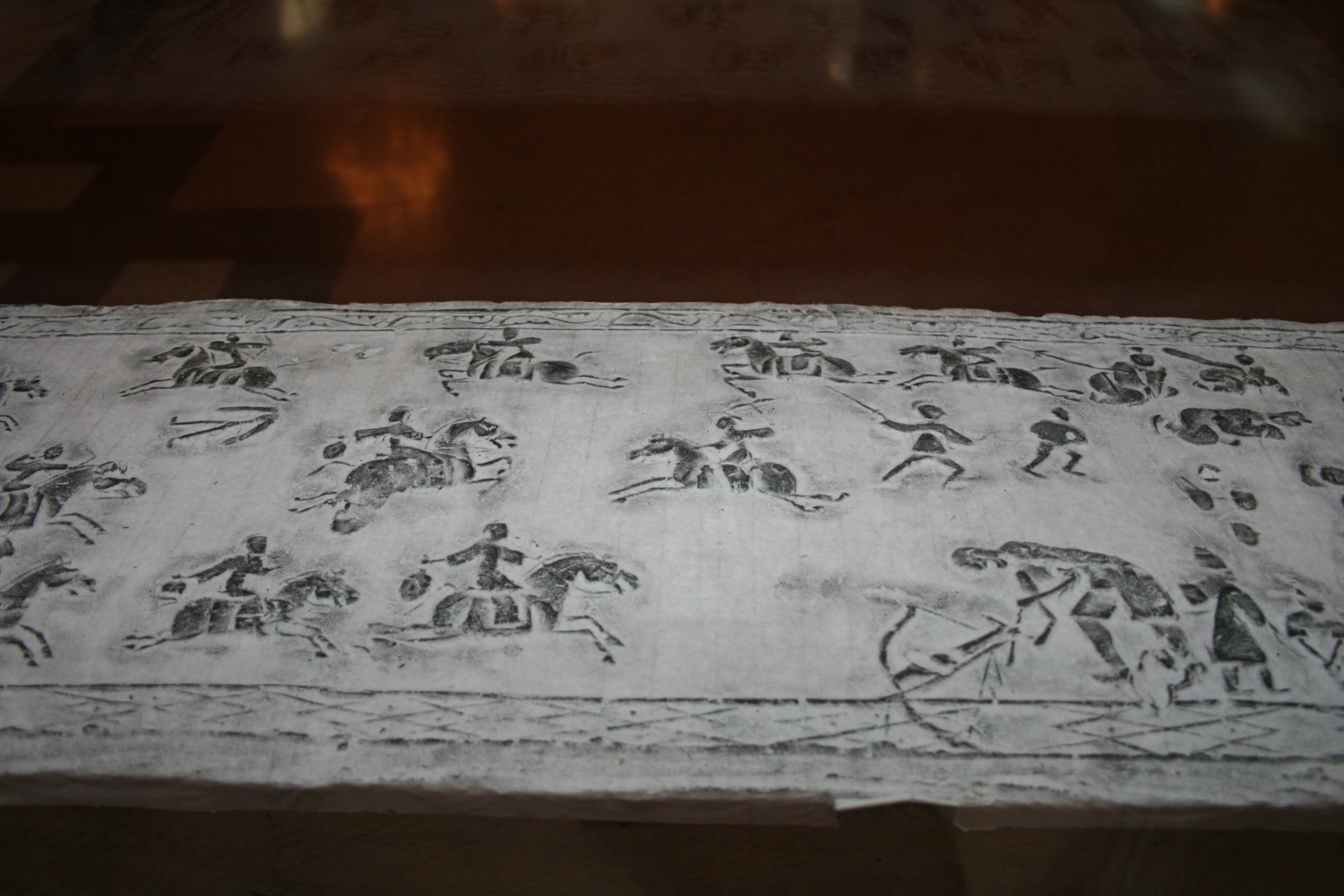
Escena de batalla que representa a un hombre abarcando una ballesta usando un mecanismo de cabrestante, posiblemente montado en un marco, dinastía Han
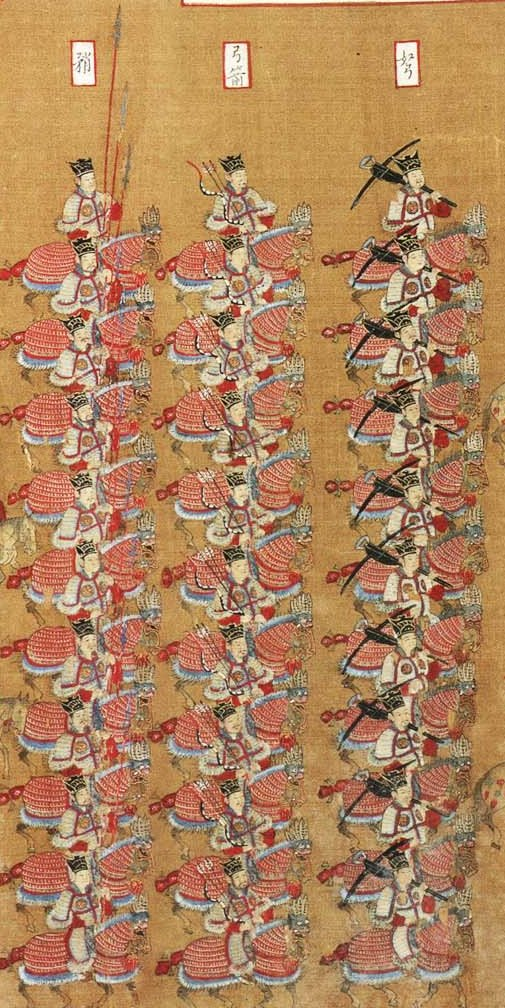
Dinastía Song caballería blandiendo ballestas con estribos
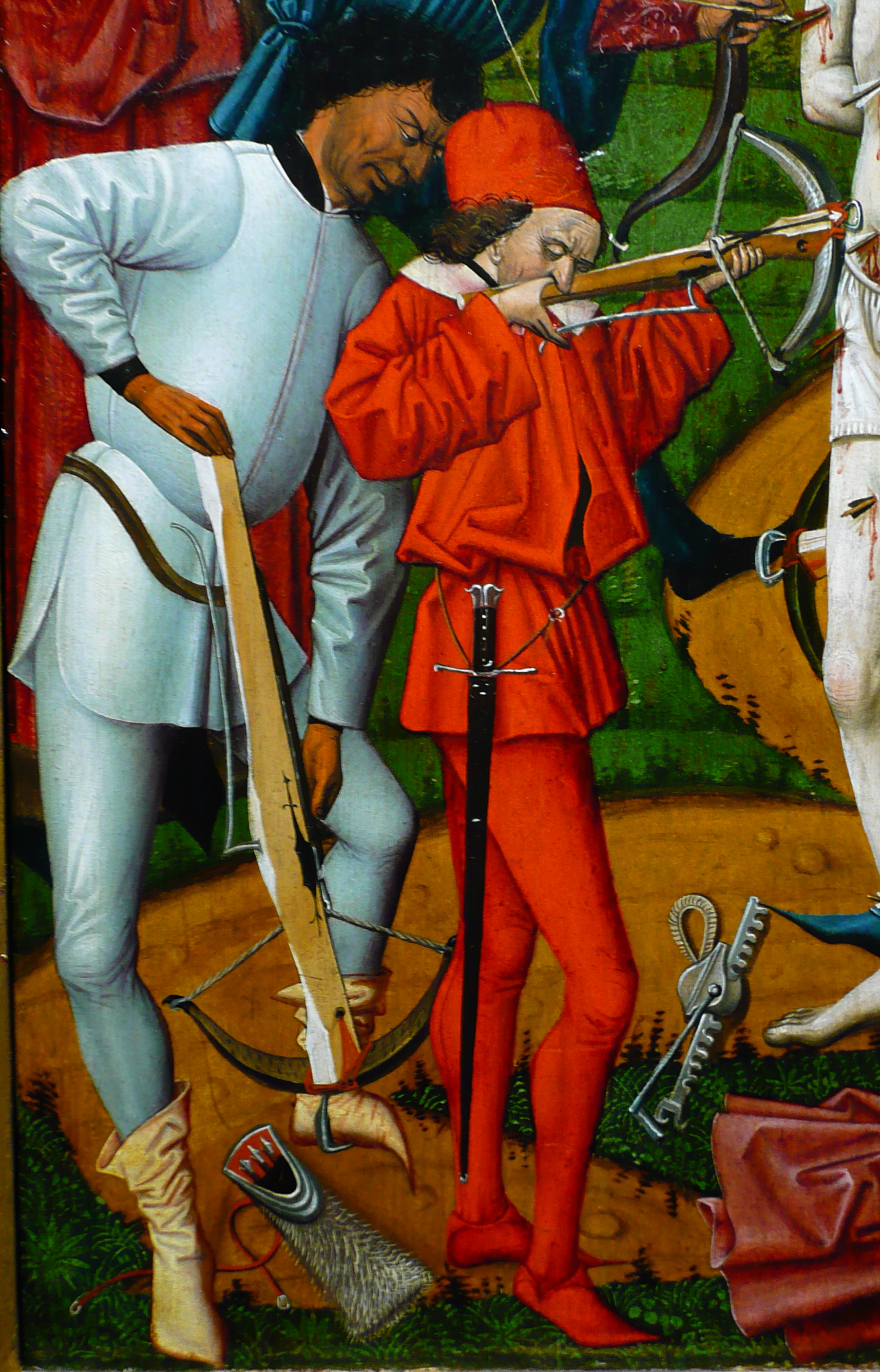
Ballista del siglo XV usando un estribo junto con un gancho de cinturón y una polea
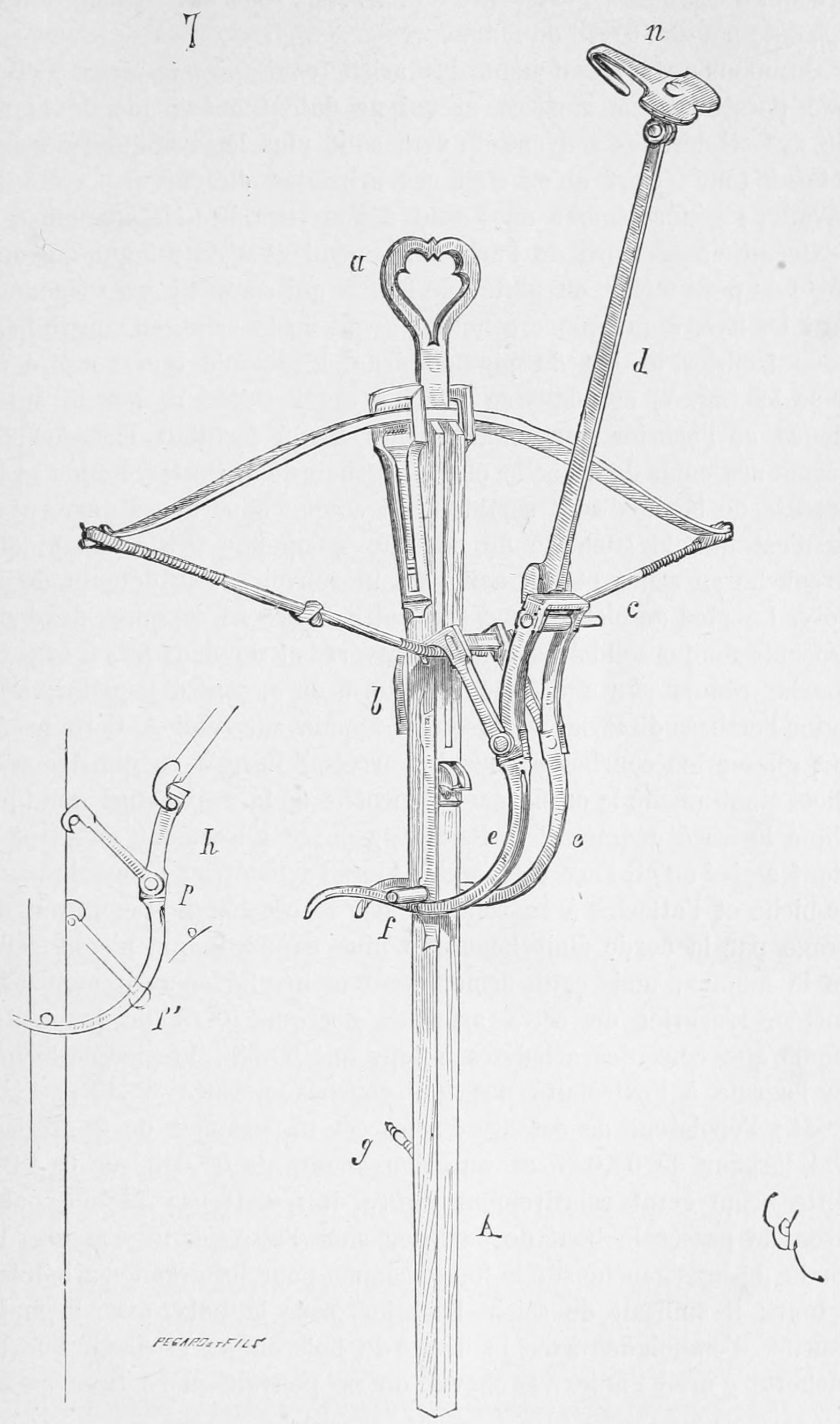
Ilustración detallada de una palanca de pata de cabra montada en una ballesta que está a medio camino
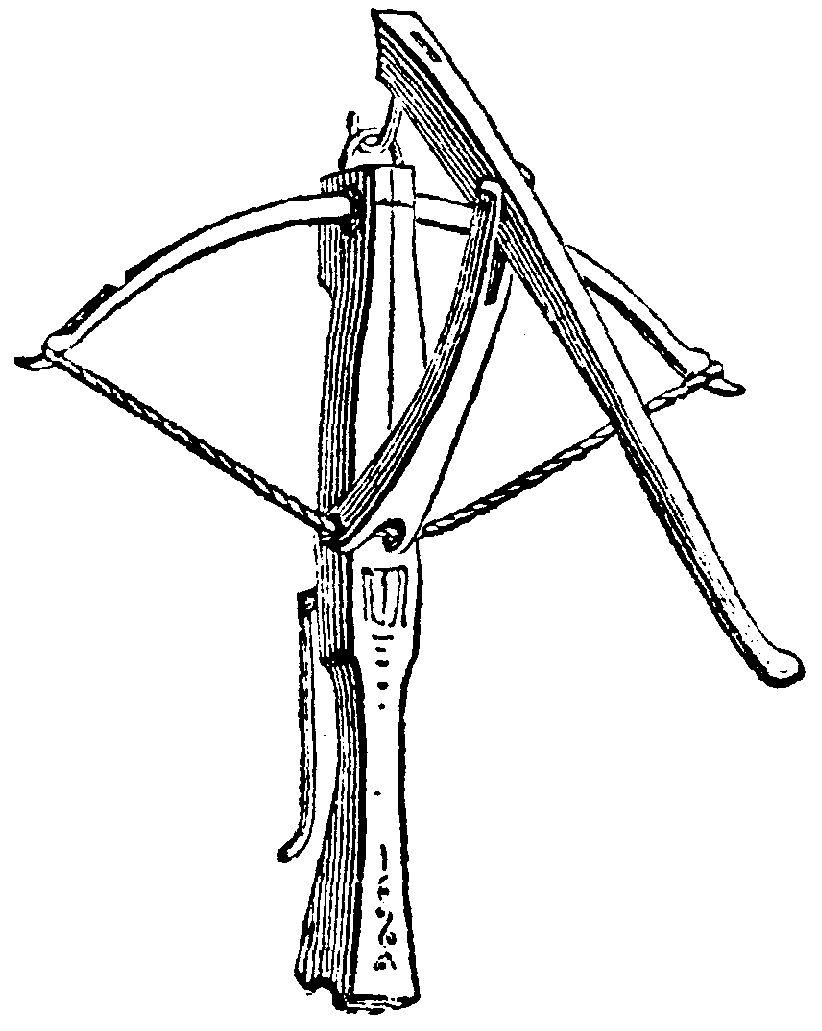
Ilustración de una palanca de pata de cabra montada en una ballesta que está casi al completo.
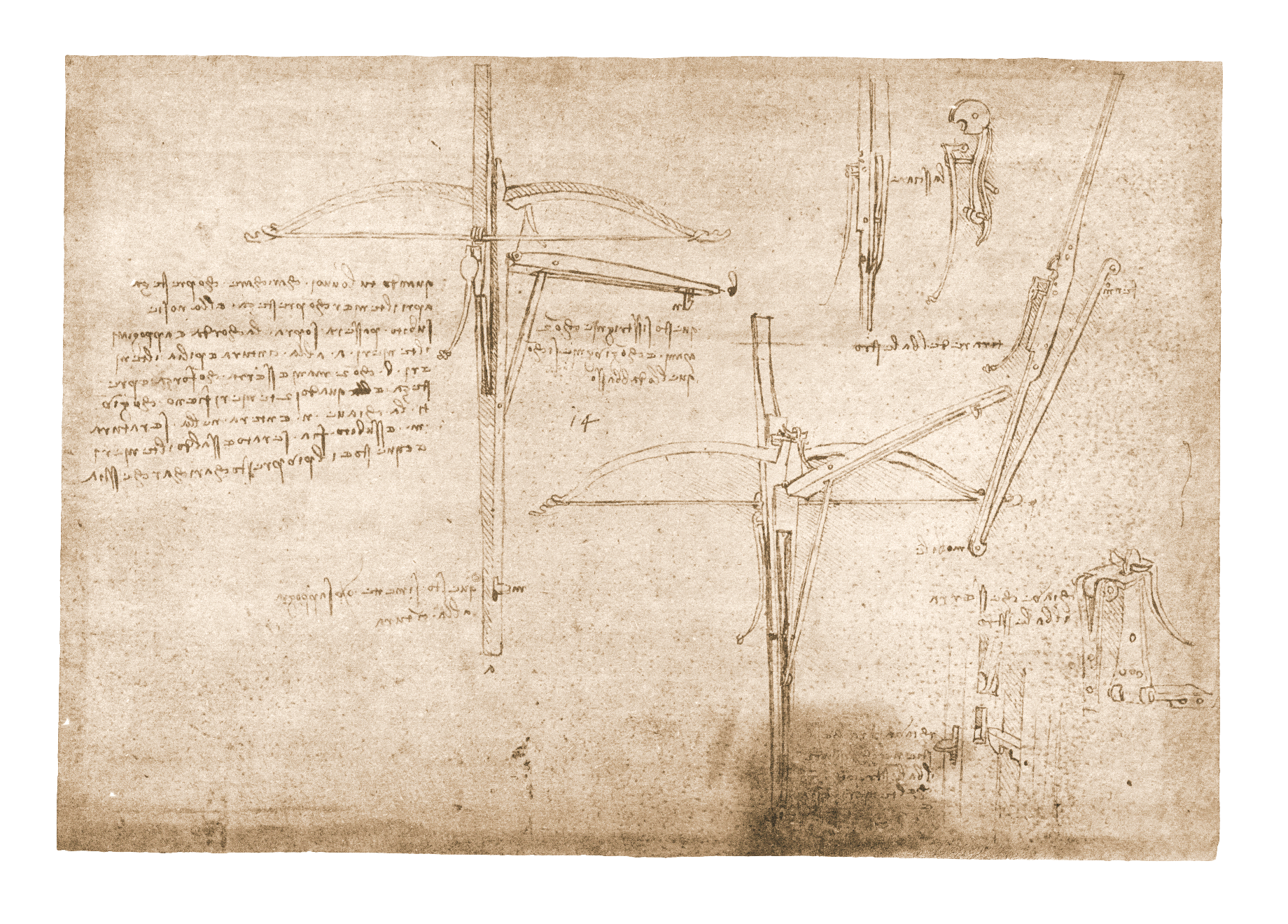
Ilustración de la ballesta de tiro rápido de Leonardo da Vinci en el Codex Atlanticus del siglo XV. Obsérvese que el mecanismo de la palanca interna está totalmente extendido para atrapar la cuerda de tiro.
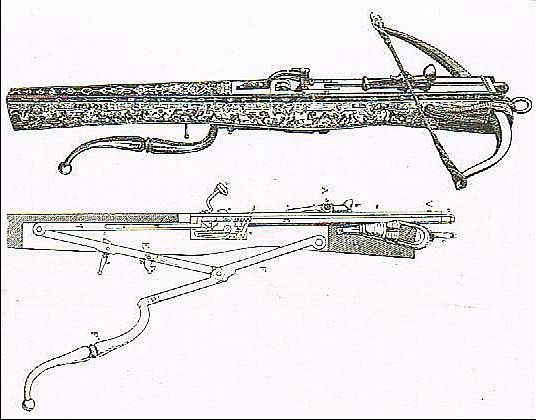
Ilustración de la mecánica interna del mecanismo de autodespliegue de una ballesta de caza Balester
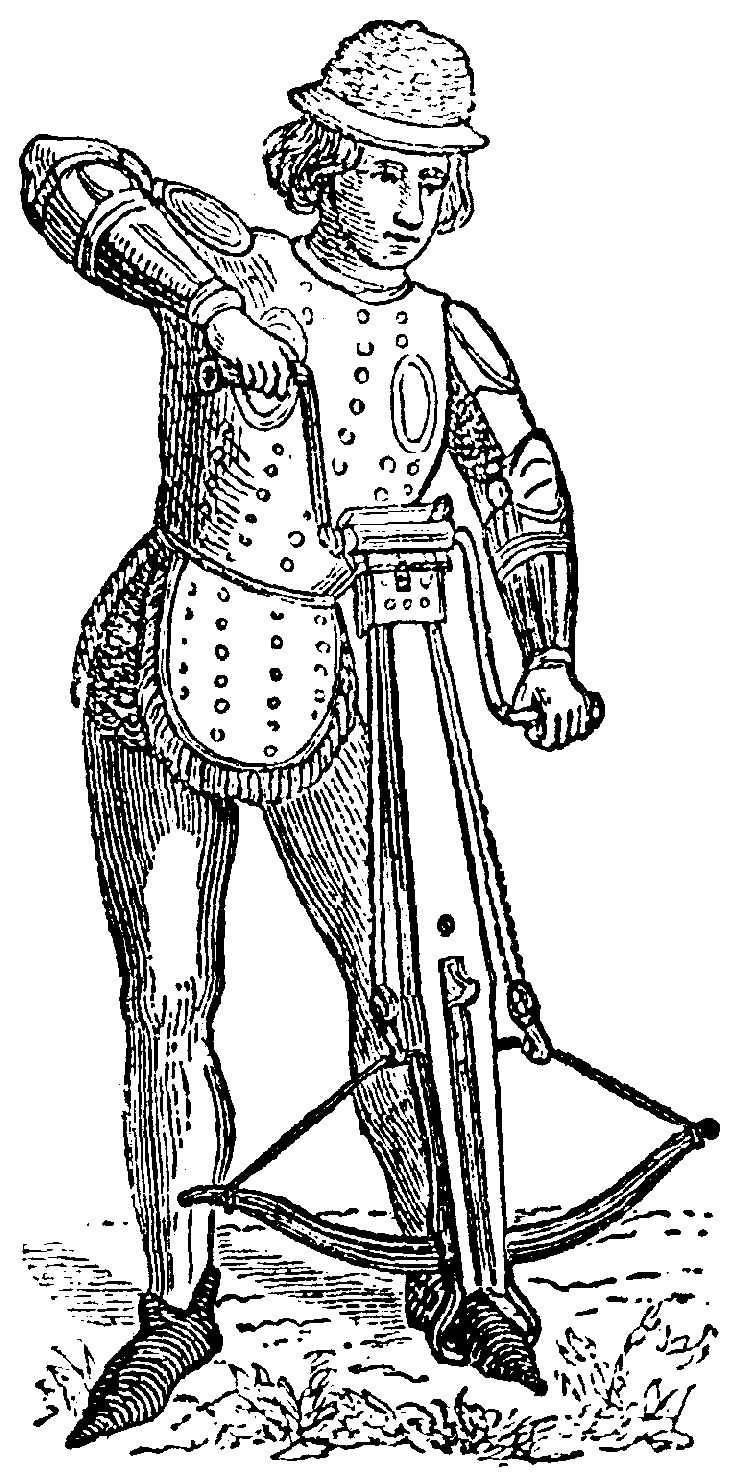
Representación del siglo XX de una polea de molinete
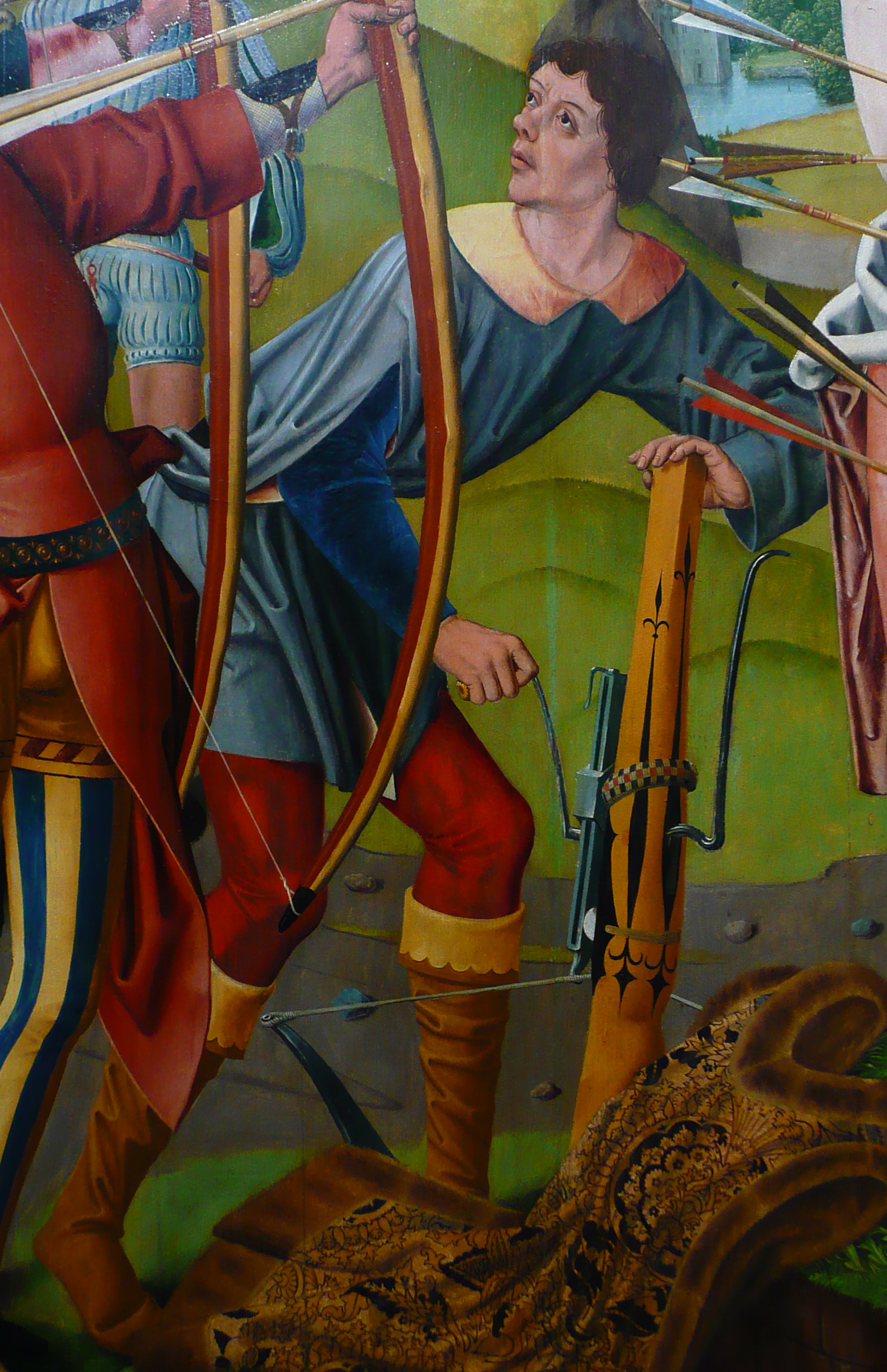
Ballista del siglo XV utilizando un grúa (cremallera y piñón)
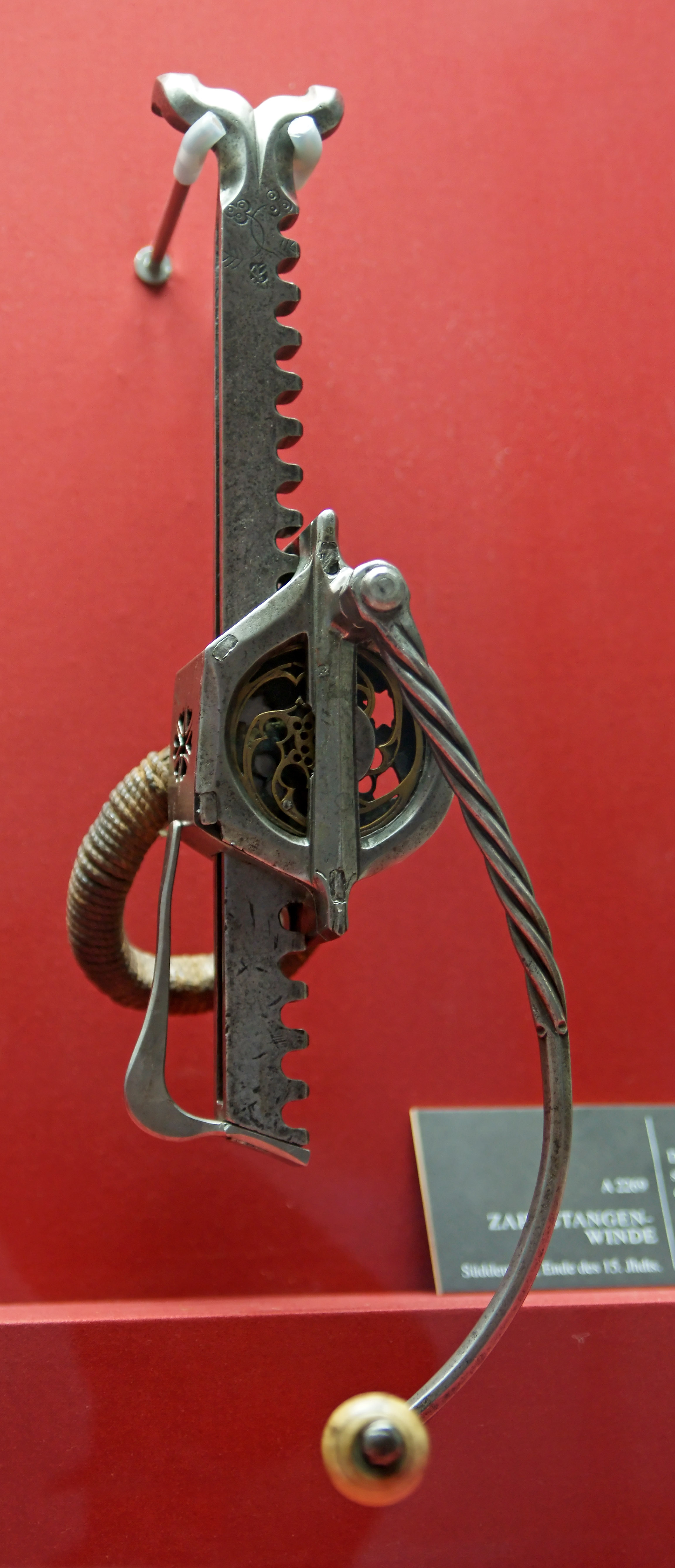
Mecanismo de molinete de hierro, sur de Alemania, finales del siglo XV

### Variantes

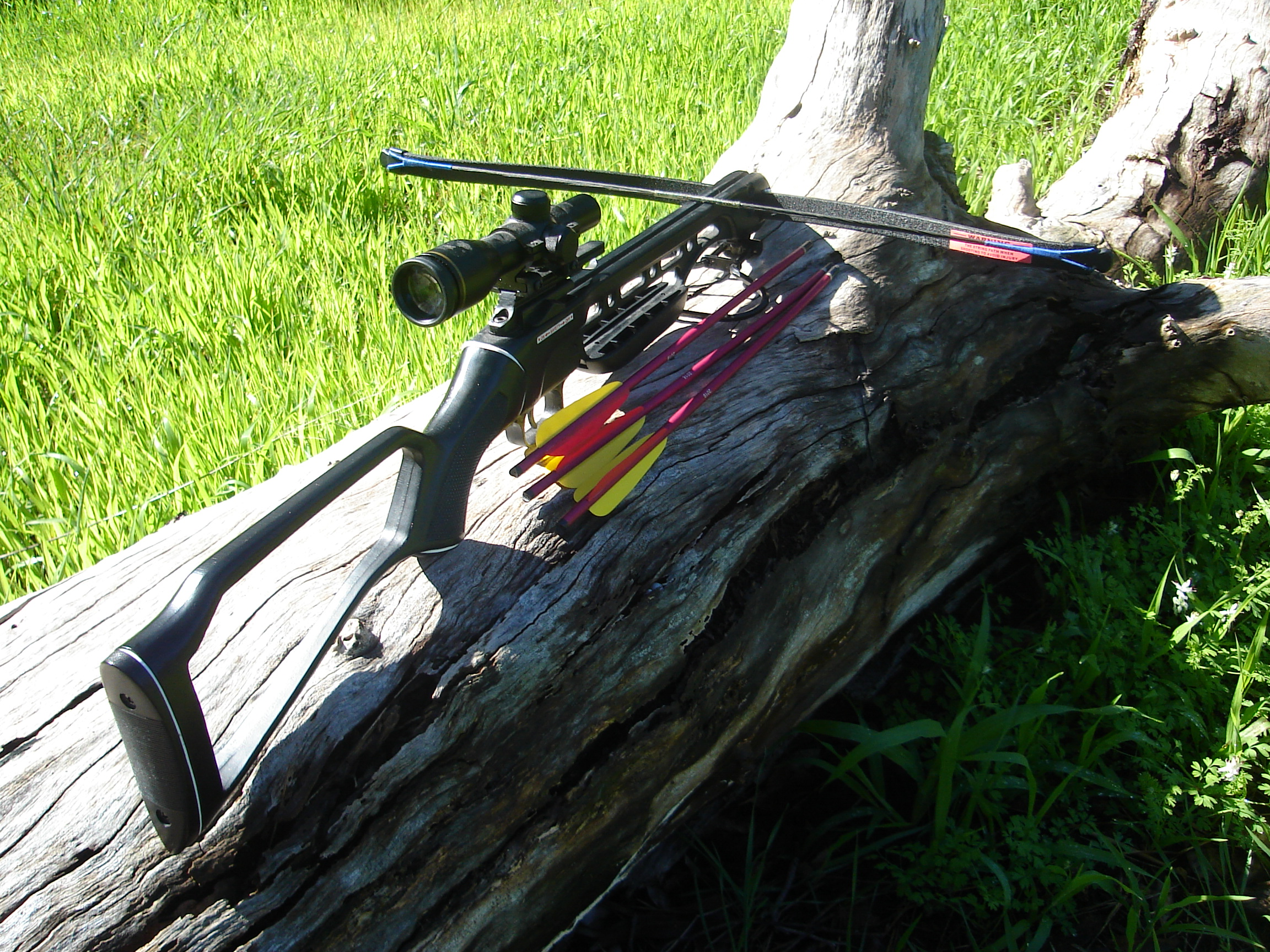
Ballesta recurva moderna

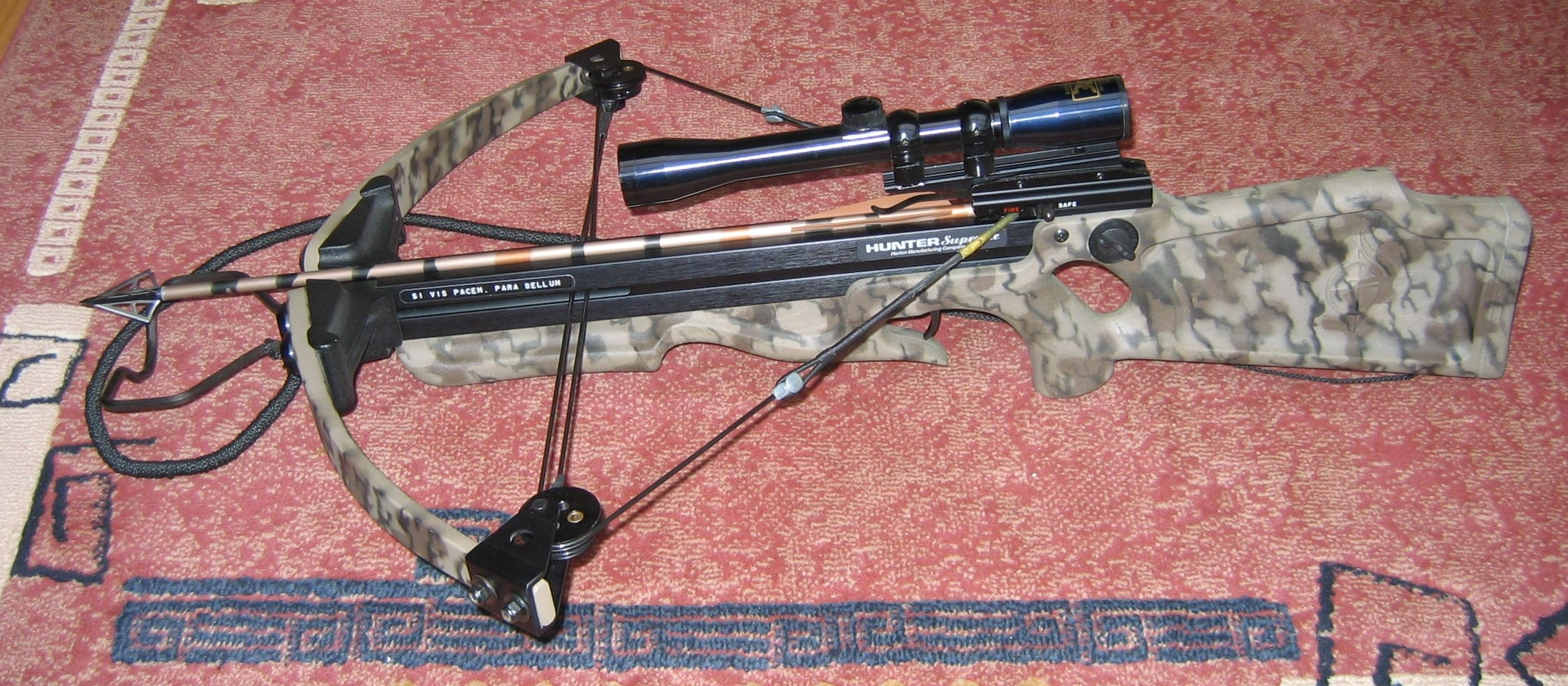
Ballesta compuesta moderna

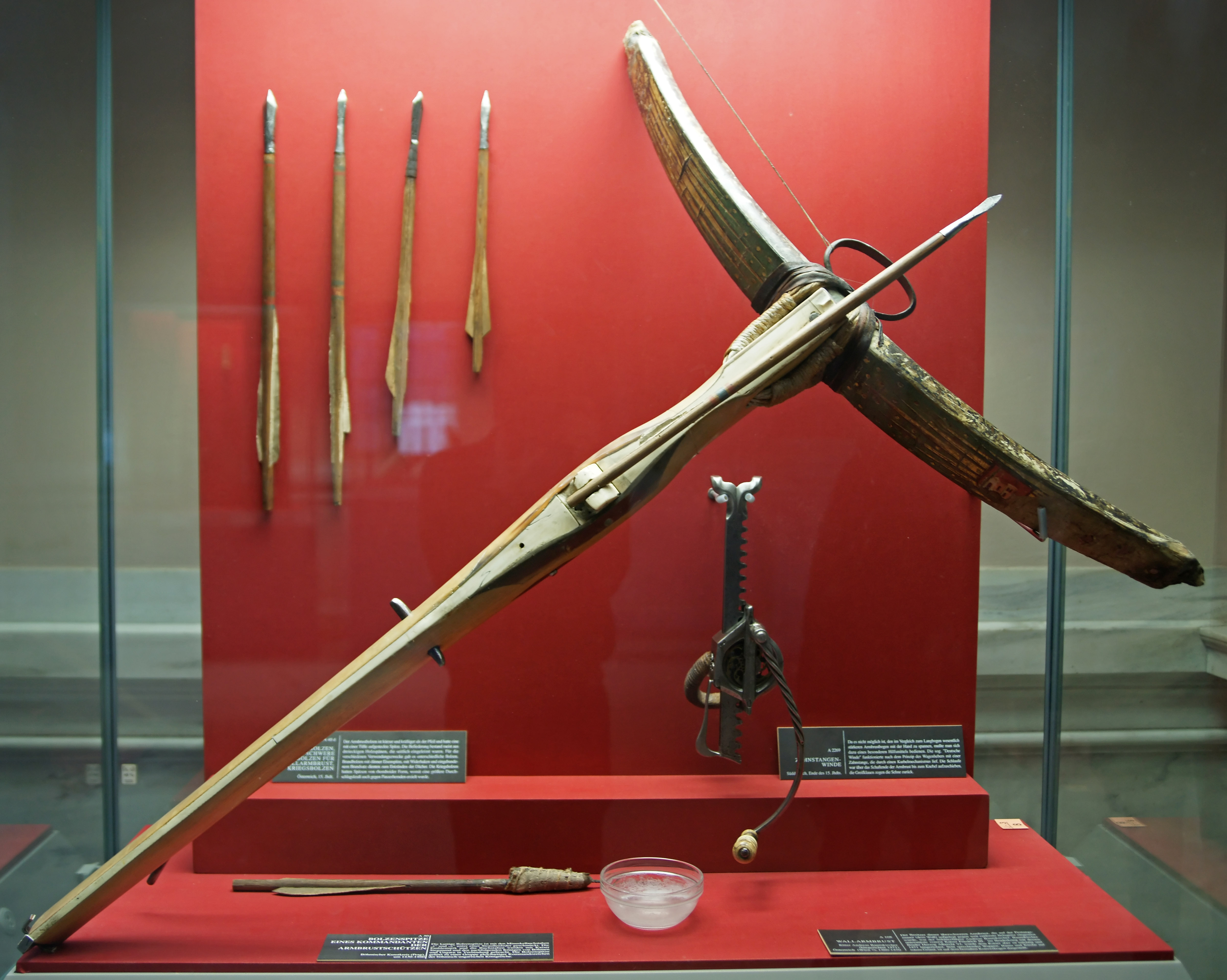
Wallarmbrust, una ballesta pesada utilizada para la defensa de asedios.

Las ballestas más pequeñas son ballestas de pistola. Otras son simples culatas largas con la ballesta montada en ellas. Éstas podían dispararse desde debajo del brazo. El siguiente paso en el desarrollo fueron las culatas con la forma que más tarde se utilizaría para armas de fuego, que permitían una mejor puntería. El arbalest era una ballesta pesada que requería sistemas especiales para tirar del tendón mediante molinetes. Para la guerra de asedio, el tamaño de las ballestas se incrementó aún más para lanzar grandes proyectiles, como rocas, contra las fortificaciones. Las ballestas requeridas necesitaban una enorme estructura de base y potentes dispositivos de molinete.

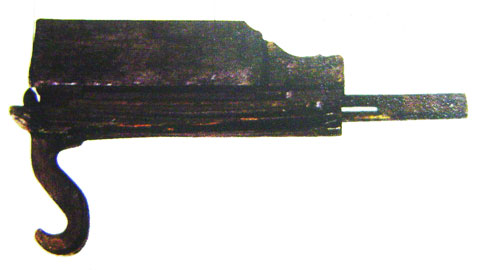
Ballesta de repetición de doble tiro, también conocida como ballesta de repetición del estado Chu (chuguo nu)
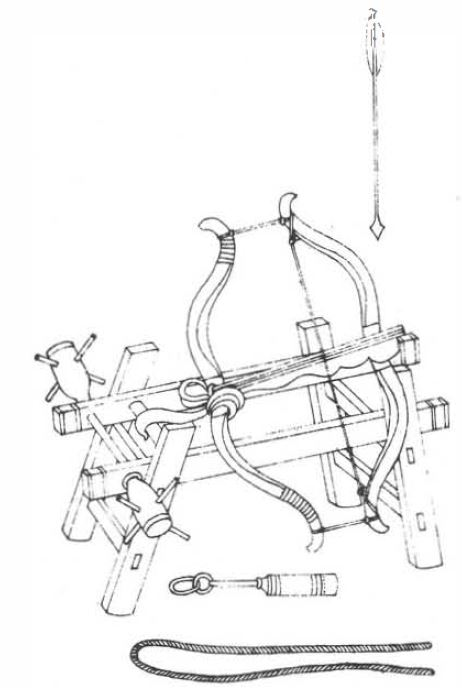
Ballesta de doble arco montada
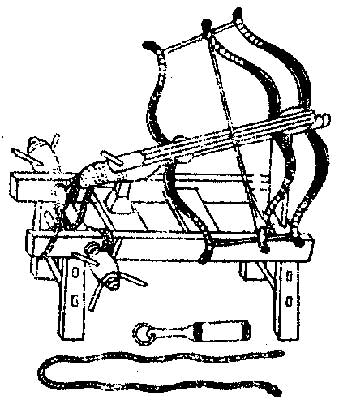
Ballesta de triple arco montada
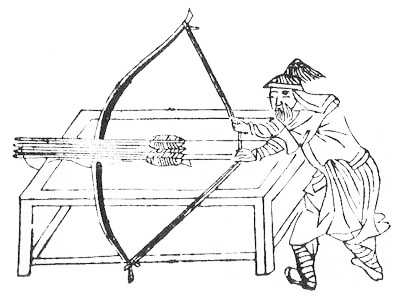
Ballesta de varios arcos sin tuerca visible ni ayuda para el amartillado
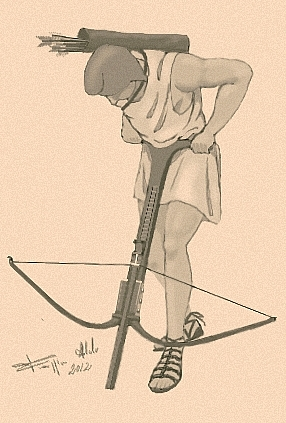
Acoplamiento de un gastraphetes griego
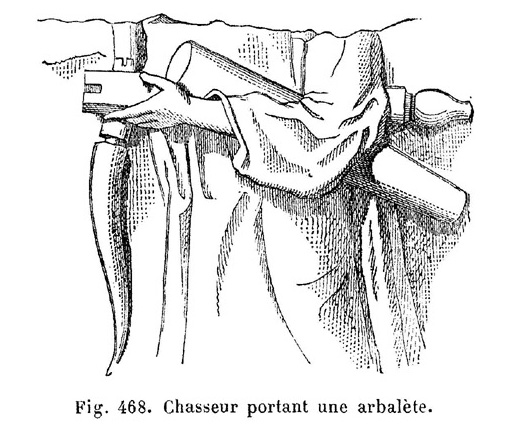
Ballesta galo-romana
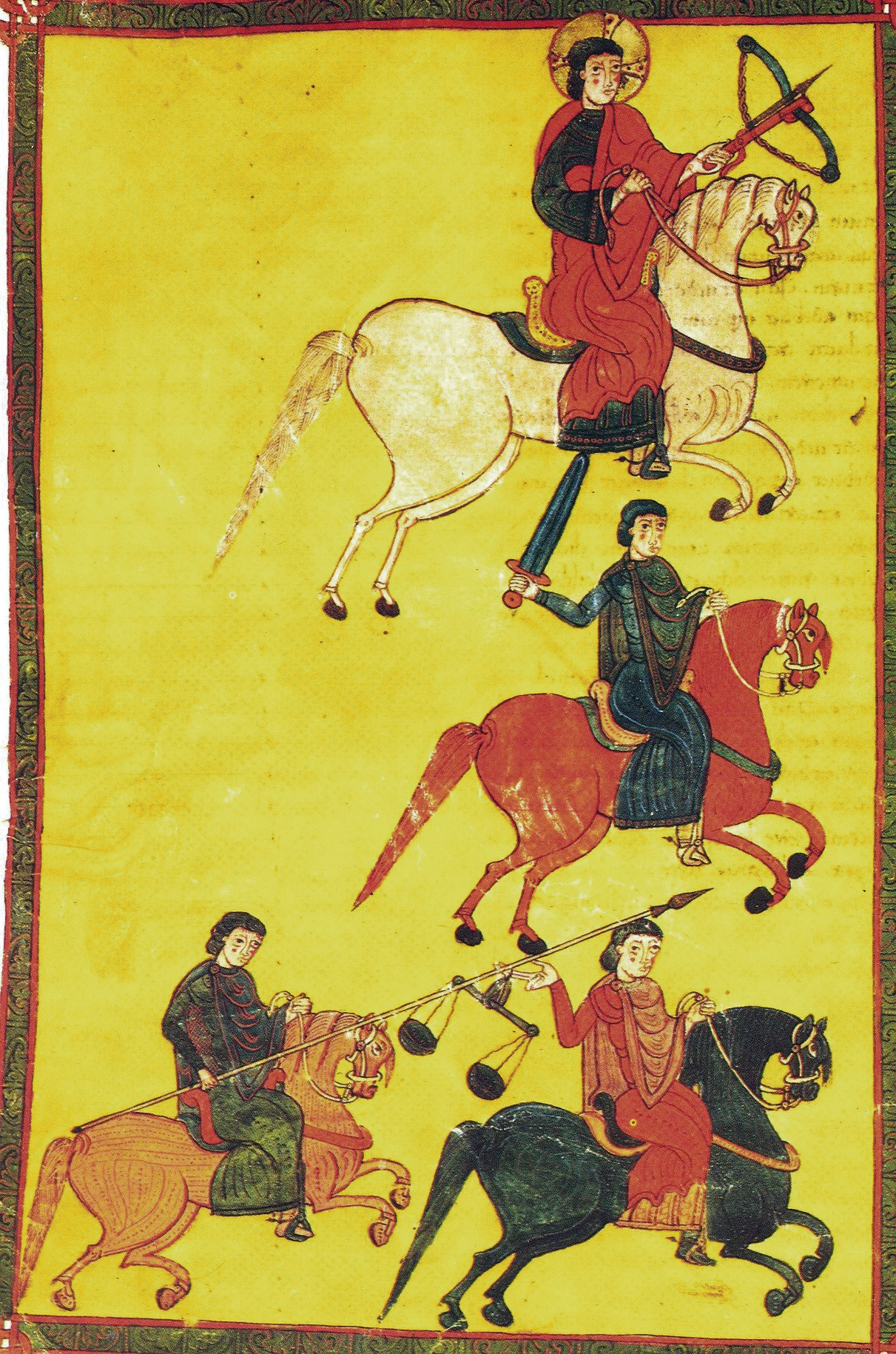
La primera representación europea de caballería usando ballestas, del manuscrito Catalán Los cuatro jinetes del Apocalipsis, 1086.
Tarde Edad Media ballestero de ca. 1480Tarde Edad Media ballestero de ca. 1480
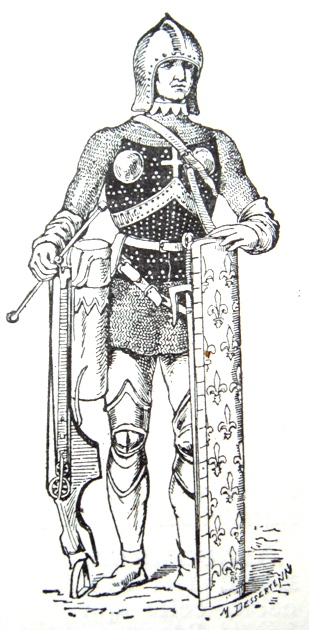
Soldado francés del siglo XV portando un arbalest y un pavise
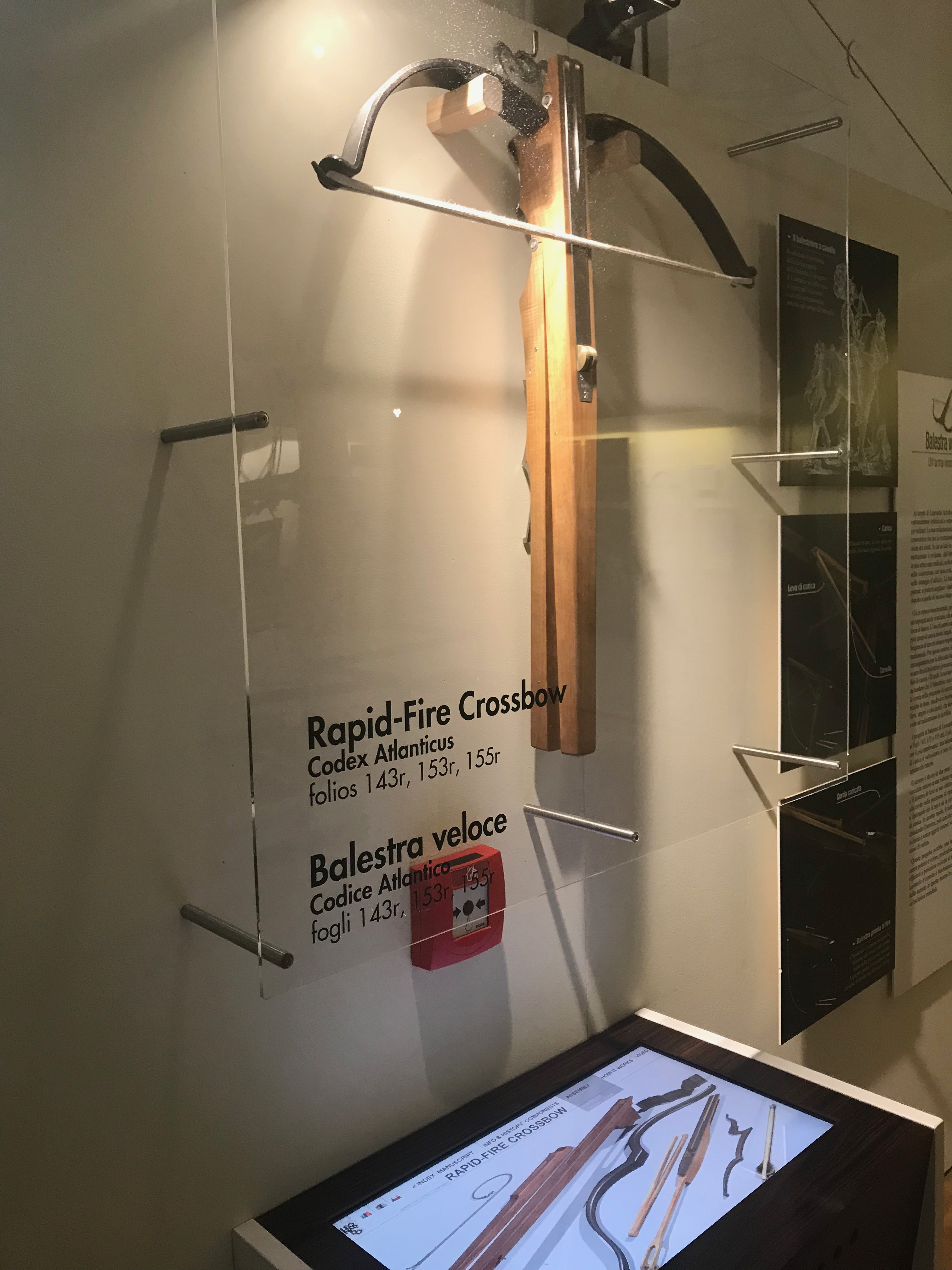
Una reconstrucción de la ballesta de tiro rápido de Leonardo da Vinci, tal y como se muestra en la Exposición del Mundo de Leonardo en Milán.
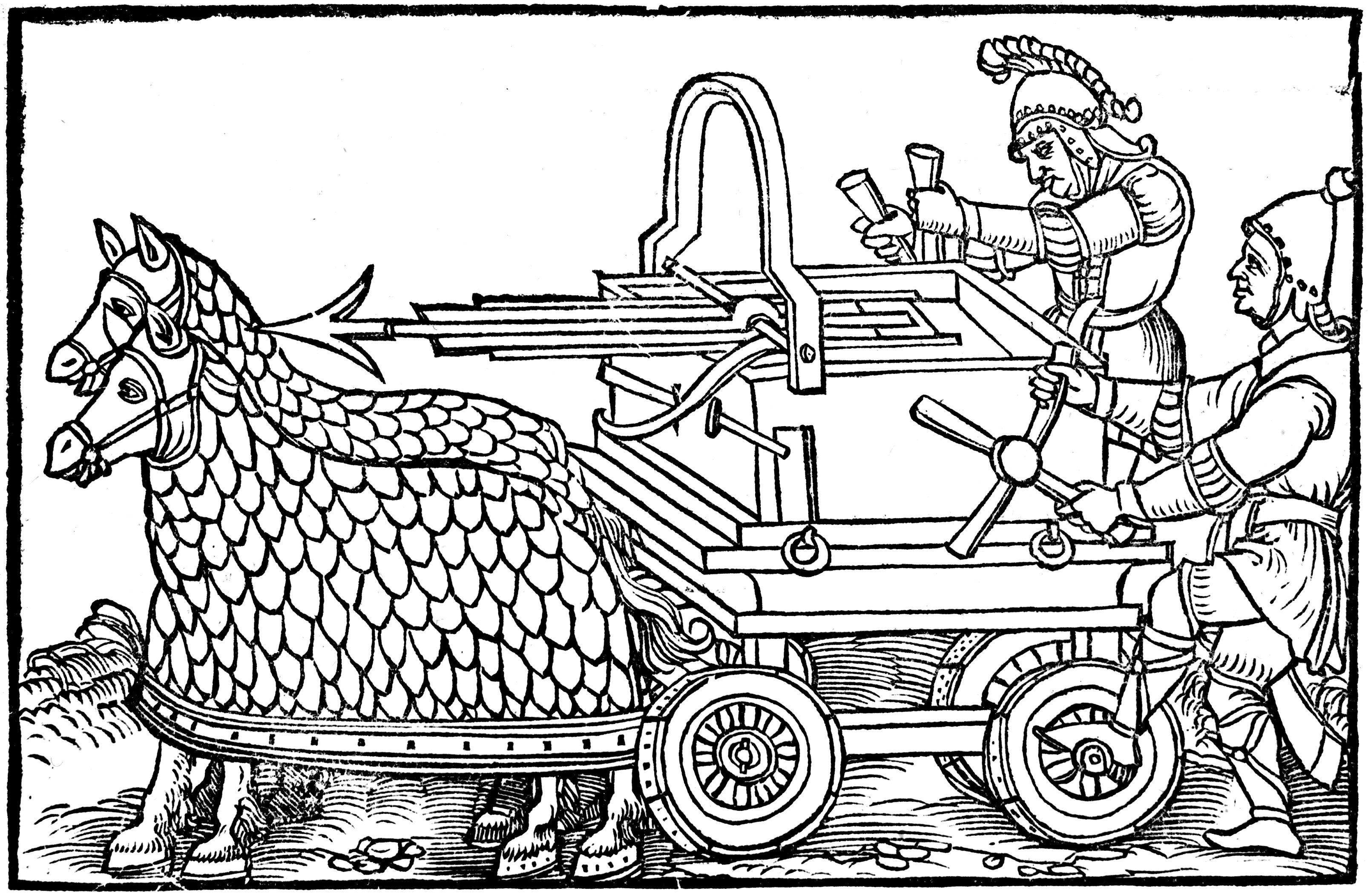
Una ballesta moderna de cuatro ruedas tirada por caballos blindados (1552)
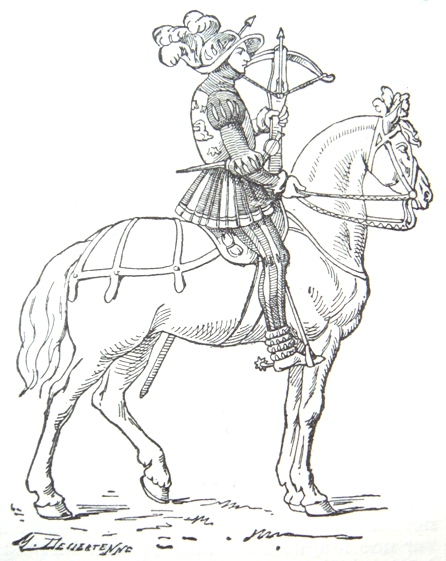
Ballista francés del siglo XVI (cranequinier). Su ballesta está desenfundada con un cranequinier de cremallera, para poder utilizarla mientras cabalga.
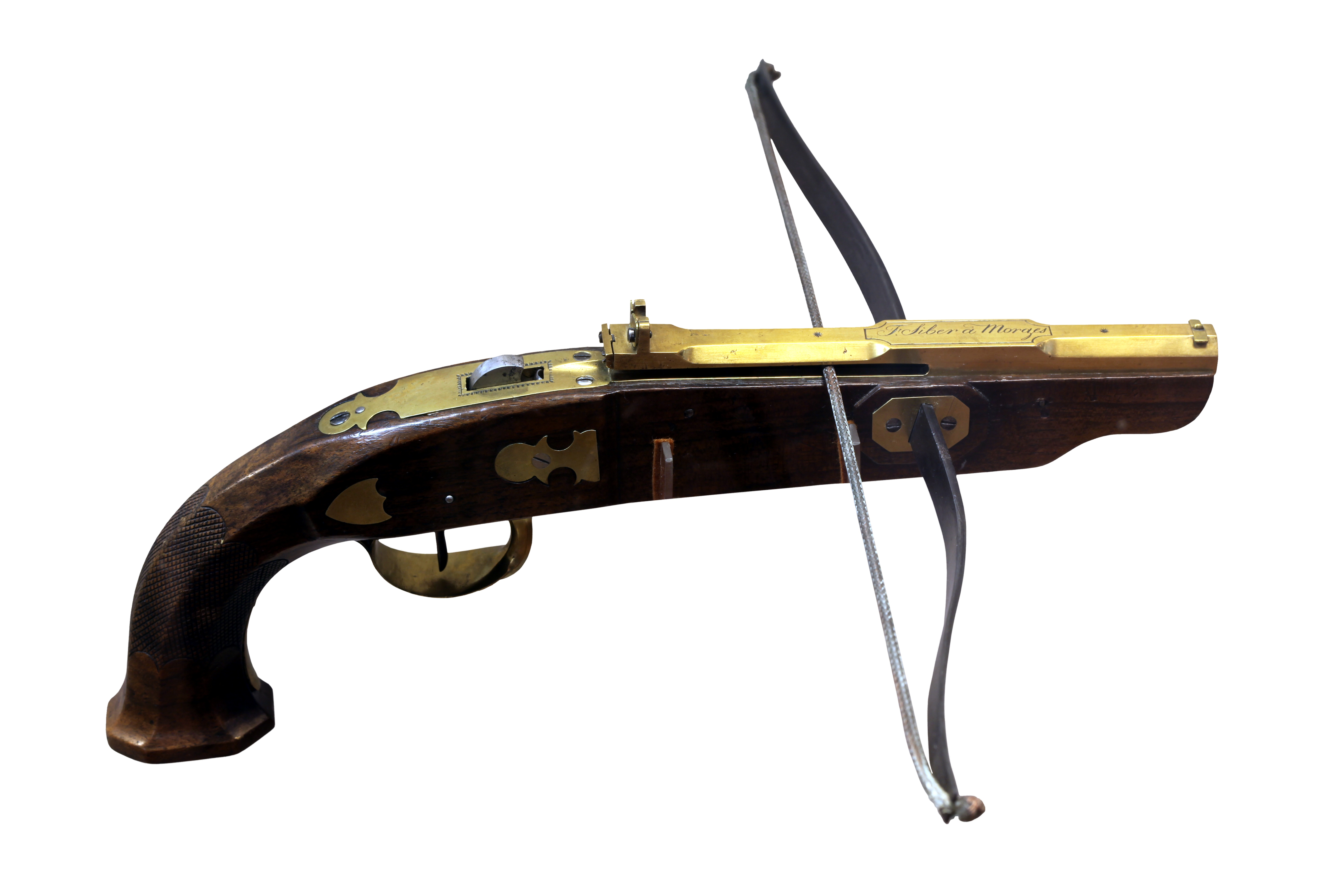
Ballesta de pistola para tiro recreativo casero. Fabricada por Frédéric Siber en Morges, a principios del siglo XIX, expuesta en el museo militar de Morges.
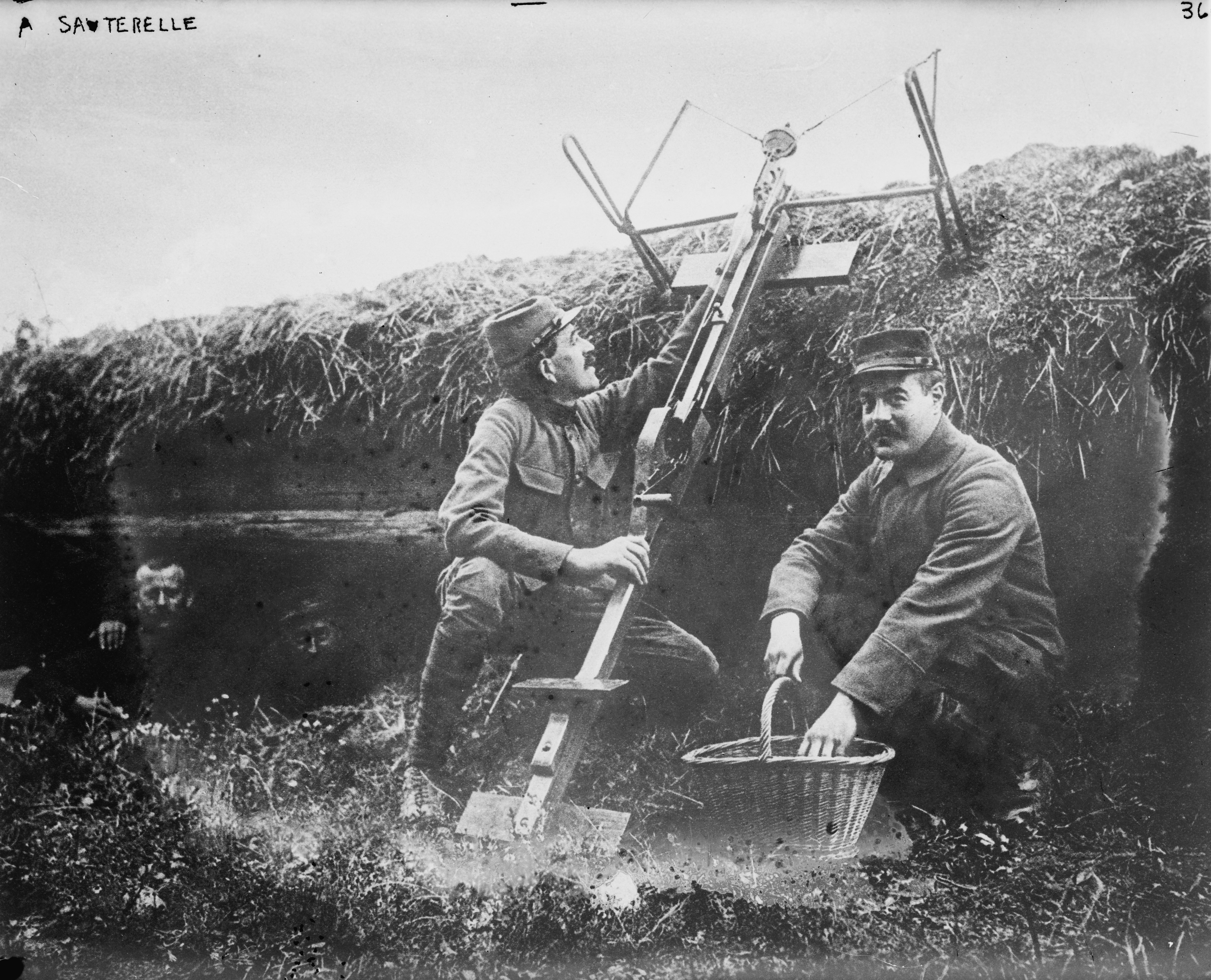
Lanzador de granadas de ballesta francés Arbalète sauterelle type A d'Imphy, circa 1915

### Proyectiles

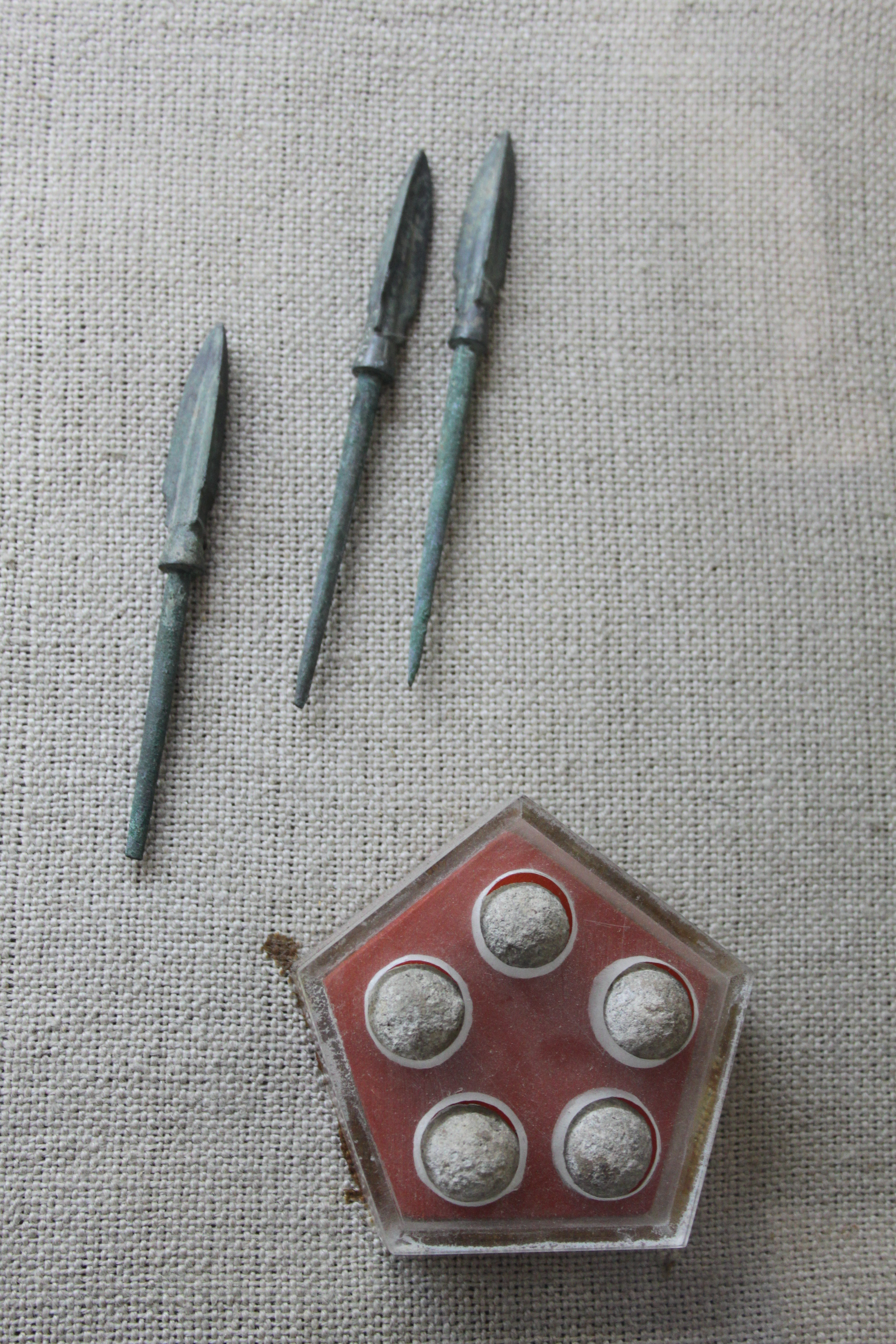
Puntas de flecha y bolas de plomo, dinastía Han

Los proyectiles en forma de flecha de una ballesta se denominan virotes de ballesta. Suelen ser mucho más cortos que las flechas, pero pueden ser varias veces más pesados. Existe un peso óptimo para que los pernos alcancen la máxima energía cinética, que varía en función de la fuerza y las características de la ballesta, pero la mayoría podría atravesar la correspondencia común. Los virotes de las ballestas pueden tener una gran variedad de cabezas, algunas con forma de hoz para cortar cuerdas o aparejos; pero la más común hoy en día es una punta de cuatro lados llamada quarrel. Un tipo de perno muy especializado se emplea para recoger muestras de biopsia de grasa utilizadas en la investigación biológica.
Incluso diferencias relativamente pequeñas en el peso de la flecha pueden tener un impacto considerable en su caída y, a la inversa, en su trayectoria de vuelo.
Las ballestas de disparo de balas son ballestas modificadas que utilizan balas o piedras como proyectiles.

### Accesorios
La antigua ballesta china a menudo incluía una retícula de metal (por ejemplo, bronce o acero) que servía de mira de hierro. Las miras de las ballestas modernas suelen utilizar una tecnología similar a la de las miras de las armas de fuego modernas, como las miras de punto rojo y las miras telescópicas. Muchos visores de ballesta cuentan con múltiples retículas para compensar los efectos significativos de la gravedad en diferentes rangos. En la mayoría de los casos, una ballesta recién comprada necesitará ser apuntada para disparar con precisión.
Una de las principales causas del sonido al disparar una ballesta es la vibración de varios componentes. Los silenciadores de ballesta son múltiples componentes colocados en partes de alta vibración, como la cuerda y las extremidades, para amortiguar la vibración y suprimir el sonido de la pérdida del perno.

## Uso actual
A pesar de estar completamente relegada su utilización por las milicias en favor de las armas de fuego, aún se siguen fabricando de modo industrial y artesanal para la caza y para algunas fuerzas especiales, al ser un arma silenciosa, de relativo bajo costo y gran precisión; además de que varios tipos de saetas tienen la capacidad de atravesar blindaje corporal. Esto se debe al concepto de la física llamado cantidad de movimiento (producto de la masa por la velocidad de un cuerpo), es decir, que la masa de la saeta multiplicada por su velocidad es mayor que la de una bala quizás de gran velocidad pero menor masa; entonces puede traspasar blindajes diseñados para balas. Otra de las razones por las que esto es posible es que los blindajes corporales ligeros, generalmente conformados por fibrillas de kevlar, detienen la bala enredándola a causa de su propia rotación y, al no rotar a la misma velocidad la saeta, puede perforar o cortar el kevlar; por el mismo principio, las navajas suelen poder perforar este tipo de chalecos. En la actualidad suelen ser fabricadas con materiales compuestos y sintéticos, como la fibra de vidrio, y en algunos casos se les incluyen accesorios como miras telescópicas.

## Comparación con arcos convencionales
Con una ballesta, los arqueros podían liberar una fuerza de tracción muy superior a la que podrían haber manejado con un arco. Además, la ballesta podía mantener la tensión durante mucho tiempo, mientras que incluso el arquero más fuerte solo podía mantener un arco tenso durante un corto período de tiempo. La facilidad de uso de una ballesta permite que se use de manera efectiva con poco entrenamiento, mientras que otros tipos de arcos requieren mucha más habilidad para disparar con precisión. La desventaja es el mayor peso y torpeza para recargar en comparación con un arco, así como la menor velocidad de disparo y la menor eficiencia del sistema de aceleración, pero se reduciría la histéresis elástica, haciendo de la ballesta un arma más precisa.
Las ballestas tienen una longitud de tiro mucho más pequeña que los arcos. Esto significa que para impartir la misma energía a la flecha (o perno), la ballesta debe tener un peso de tracción mucho mayor.
Una comparación directa entre una réplica rápida de ballesta dibujada a mano y un arco largo muestra una tasa de disparo de 6:10 o una tasa de 4:9 en 30 segundos y armas comparables.